# 링징후퉁역
링징후퉁역(중국어: 灵境胡同站)은 중국 베이징시 시청구 진룽제 가도와 시창안제 가도 접경의 시단 북대가·피차이 골목·링징 골목 교차로에 위치한 베이징 지하철 4호선 지하철역으로, 계획 당시 역명은 간스차오역(甘石桥站)이었다.  간스차오(甘石橋)역이 대안으로 등장했다.

## 위치
이 역은 시단 북대가의 피차이 골목(辟才胡同)- 링징 골목(胡同)의 교차로에서 북쪽에 위치해 있다.

## 구조
이 역은 지하역이며, 섬식 승강장으로 구성되어 있다. 츨구는 4곳으로 각각 A(북서), B(동북), C(남서), D(남동) 출구가 있다.
| 지면층          | 출구                            | A—D출구                                    |
| 지하 1층        | 대합실                          | 고객 센터, 자동발매기, 이카통(一卡通) 충전 |
| 지하 2층 승강장 | ←                               | ■ 4호선 안허차오베이 방면(시쓰)            |
| 지하 2층 승강장 | 섬식 승강장, 왼쪽 출입문이 열림 |                                            |
| 지하 2층 승강장 | →                               | ■ 4호선 톈궁위안 방면 (다싱선) (시단)      |

## 출구
|                         |                                                                                |      |
| 출구                    | 출구 인근                                                                      | 사진 |
| 出口 · B                | 시단 북대가(동측), 베이징시 시정부 도시외관 관리위원회, 시청구 시창안가 소년궁 |      |
| 出口 · C                | 시단 북대가(동측), 라파예트 백화점(老佛爷百货), 시단 백화점                    |      |
| 出口 · D                | 시단 북대가(서측), 시단다웨청(西单大悦城)                                      |      |
| 아이콘 설명: 엘리베이터 |                                                                                |      |